# Haematopota partifascia
Haematopota partifascia är en tvåvingeart som beskrevs av Joseph Charles Bequaert 1930. Haematopota partifascia ingår i släktet Haematopota och familjen bromsar. Inga underarter finns listade i Catalogue of Life.